# Christian Svendsen
Christian Valdemar Svendsen (-Hauer) (Svindinge, 1890. július 13. – Koppenhága, 1959. június 28.) olimpiai bronzérmes dán tornász.
Az 1912. évi nyári olimpiai játékokon indult tornában és csapat összetettben, szabadon választott szerekkel bronzérmes lett.
Klubcsapata az AS volt.